# Krzysztof Jankowski (żużlowiec)
Krzysztof Jankowski (ur. 9 lipca 1970 we Wrocławiu) – polski żużlowiec.

## Życiorys
Sport żużlowy uprawiał w latach 1988–1997 w barwach klubów Sparta Wrocław (1988–1996) oraz Kolejarz Rawicz (1997). Trzykrotnie zdobył złote medale drużynowych mistrzostw Polski, w latach 1993, 1994 i 1995. Finalista turnieju o „Srebrny Kask” (Zielona Góra 1990 – VII miejsce).
5 stycznia 2022 wrocławski sąd postanowił o tymczasowym aresztowaniu byłego żużlowca na okres trzech miesięcy z powodu podejrzenia zabójstwa mężczyzny w czasie awantury.